# 태평양국립대학교

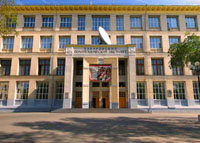

국립 태평양 대학교(러시아어: Тихоокеанский государственный университет은 러시아의 국가 고등 교육기관이다. 국가 인증 증명서는 AA001639, 2008년 11월 10일, 등록번호 №1606호임. 2013년 11월 10일 유효기간. 교육활동에 종사하는 라이선스는 2008년 10월 27일, 등록번호 № 0592호, 유효기간은 2014년 3월 27일까지이다.

## 역사적 정보
소련 고등 교육부순서에 따라 №351호 1958년 3월 29일에 하바롭스크 자동차 및 도로 대학교가 설립되었다. 엠.베. 다닐로브스키는 첫 총장으로 일했고 지난 30년 동안 대학을 주도하였다. 처음 입학한 학생은 150명이었다. 전문가 양성준비는 4가지 전공으로 구성되었으며: 산업용 및 토목 공사, 자동차도로, 자동차수송, 건축 및 도로 기계 장비이다. 1963년에 첫 전문 기사를 양성했다. 초기 대학교 활동은 기사 인재 준비와 동시에 교육 및 실험용 건물 건설, 기숙사와 캠퍼스 시설도 공사하였다. 1962년에 대학교구조는 5가지 학과를 형성함으로써: 건설, 기계, 자동차, 도로 및 산림공학과였으며 직업 양성은 10가지로 실시하였고 신입생 모집은 1550명까지 늘었다. 그리하여 소련중앙위원회의 결정 및 장광의 협의회에 의해 1962년 7월 12일에 하바롭스크 자동차 및 도로 대학교가 하바롭스크 공과대학으로 재편성되었으며 등록 번호 №737-311호였다. 1967년에 캠퍼스 시설 공사가 완전히 마무리되었다. 하바로프스크 공과대학에 그 시기 10 개 학과가 생겼으며: 기계, 건설, 화학공학, 자동차, 도로 및 산림공학, 국민 경제학과였으며 또한 야간, 통신과도 생겼고, 일반 기술과가 블라고베센스크시에 있었다. 전문기사 준비는 18개 전공으로 실시되었다. XX세기 초 70년대 마가단주에 기사인재의 필요성으로 마가단주에 하바롭스크 공과대학 지점이 설립되었다. 1992년에 하바롭스크 국립공학대학은 새로운 지위 (하바롭스크 국립 기술 종합 대학)를 받았다. 2005년 3월 23일 대학교 학력에는 연방교육기관 명령에 따라 태평양국립종합대학으로 개칭되었다.

## 교육 활동
현재 하바롭스크 태평양국립종합대학은 극동지역에서 가장 큰 대학 중 하나이다. 지난 53년 동안 하바롭스크 태평양국립종합대학은 극동지역 및 동방시베리아의 기업 조직을 위하여 85.000명 이상 고등교육전문가를 양성하였다. 2011년 초기 하바롭스크 태평양 국립종합 대학에서는 약 960명 교수 및 교사가 일하고 있으며, 대략 120 명이 박사이며 420명 이상 준박사이다.
현재 하바롭스크 태평양 국립 종합대학교에서 활동 있는 구조:
- 극동 도로 대학
- 자연이용과 생태학
- 건축 및 건설대학
- 정보 기술대학
- 교통 및 에너지대학
- 경제 경영대학
- 법률대학
- 사회 인문학부
- 수학 모델링 및 경영과정학부
- 통신과
- 신속 및 평행학습과
- 재교육 및 훈련 자격학과
- 원격 교육 기술센터

하바롭스크 태평양 국립종합 대학에서는 많은 전공과 방향으로 인재를 준비하며 그 중:
- 6개 본 고등전문교육;
- 41 개 학사 과정;
- 34 개 석사 과정;
- 40 개 졸업생교육 전공.

### 과학 활동
하바롭스크 태평양국립종합대학에는 20개 넘는 과학학교가 만들어졌으며 러시아와 외국에도 널리 알려져 있다. 태평양국립종합대학의 연구는 여러 과학분야로 발전하고 있는데 그중: 물리수학, 물리핵이론, 정보통신기술, 나노기술, 자료연구, 기계공학, 건축 및 도시 건설, 사회학, 경제학, 법학 등이 있다. 최근 하바롭스크 태평양국립종합대학은 기본적 연구태두리에서 세계 수준의 연구결과를 수학분야, 원자력이론, 여러 시스템 열전도모델, 동력연소과정, 프로그램 공급 및 데이터 전송, 확률이론, 자석광학 현상 등이다. 수학모델제조, 연산, 수중 영상프로그램 가공방법, 합금의 물리적 성질에 나노초 전자기 펄스영향 연구이다. 기본 응용과학연구는: 정보처리 및 측정시스템; 수단관리, 여러 목적 자동화정보체계, 로봇시스템개발, 수중로봇 포함; 응용자료연구, 기계와 장비조립 및 기술과정개량, 교통수단 및 기술 특성사용법횩과; 기술개발준비, 깊은 목재가공; 환경보호 및 환경 합리자원 이용; 산림보유복원; 대체 에너지원의 개발; 공업 및 시민 건설물설계; 현대 건축 기술개발 및 수송물 사용이다. 매년 주요 러시아와 외국 연간지 및 국제 학술회의 논문집에 태평양 국립 종합 대학 과학 연구결과와 관련된 연구기사가 실려 있다. 태평양 국립종합대학 학자들은 중국, 미국, 일본, 이탈리야, 폴투갈 등에서 진행되는 국제 학술회의와 심포지엄에 참석한다. 과학연구 효과 상승은 종합대학의 물질 기술 토대를 끊임 없이 발전하는데에 기여하며, 현대 과학 설비 이용도 실시된다. 태평양 국립종합대학교 설립 후 계속 발전하면서 20개의 실험실과, 20개 교육과학센터, 기사 센터, 4개 대학생설계부가 작업하고 있다. 또한 태평양 국립 종합대학교는 혁신업무발전에 주목을 돌리며 과학연구결과가를 산업에 도입하며, 응용 과학연구에 교사 및 교수 간부모집의 호적한 조건을 조성한다. 최근 년간 태평양 국립종합 대학에는 혁신기술부가 조직되었다: 혁신기술센터, 하바롭스크변강 이전기술센터, "임풀스"라는 센터, "극동지역의 이전기술센터" 비영리 조직채이다. 대학생의 비즈니스 보육계획안도 조직 및 실현되었다. 많은 응용 과학연구 결과는 극동지역의 산업기업에 도입되었으며 그중 "수호이" 회사에 포함된 "가가린 기념 콤소몰스크-나-아무르 항공 생산 조합" 주식회사, 하바롭스크 및 콤소몰스크 석유가공공장, "극동 생성"이라는 유한 책임회사, "사할린-1", "사할린-2" 진열 석유와 가스 탐사 프로젝트에 참여한 기업 등이다. 대학교 과학 집단은 연방목적 프로그램, 과학 기술 프로그램, 여러 과학 분야 연구보조금 (러시아 대통령 연방협의회 하사금, 러시아연방 교육과학부, 국제 지역 연구보조금 프로그램)에 참가한다. 매년 태평양 국립 종합대학교의 과학발명연구는 다음과 같은 큰 국제 과학 기술 전람회에 전시되었다: 모스크바 국제 혁신 및 투자 살롱; "HT. 혁신. 투자"라는 국제전람국회 (상트-베제르부르그); "아르히메드" 모스크바 국제 산업소유 살롱이다. 여러 차례 최우수상, 금, 은 메달을 받았다. 매년 태평양 국립종합 대학교 직원과 과학 집단은 50 개 정도의 컴퓨터 프로그램과 관련된 등록 특허권과 증서를 받았다. 효과적인 보호증서의 제출은 발명품과 필요한 모델의 접수 신청서에 따라 80% 달한다. 전부 2000년부터 2010년까지 태평양 국립종합 대학교 과학연구실은 350개 발명품과 필요한 모델 특허권을 위하여 제출했는데 300개 발명권을 얻었다. 산업 및 지적 재산부는 과학연구 활동결과를 법적으로 보호한다. 2008년 "2008-2010년 러시아 연방 나노기술 인프라 발전"이라는 연방 대상 프로그램을 실행하기 위해 태평양 국립종합대학교안에 지역 특허 규제 및 기술 정보센터가 창립되었다. 특허 규제 및 기술 정보센터의 주요 기능은 지적 재산권 보호의 문제를 해결하는 컨설팅 서비스, 주 시스템의 데이터베이스 국가과학기술정보공급, 분석 특허 연구, 지적 재산권의 객체의 방법 및 컨설팅 지원한다. 태평양 국립 종합대학교에는 과학인재를 연구원에서 40개 전공으로 양성하며 박사원에 7가지 전공이 있다. 지난 3년 동안 태평양 국립종합 대학교에서는 41명 준박사, 12명 박사 학위 논문을 통과했다. 태평양 국립종합 대학교에는 6개 논문 협의회의 11개 전공이 있고 다른 대학교를 토대로 하여 7가지 전공으로 4가지 논문 협의회의 공동 창업자이다. 지난 3년 동안 대학 협의회에서는 6명 박사, 80명 준박사 학위 논문을 통과했다. 또한 큰 주의를 돌리는 방향은 대학생 과학연구활동이다. 많은 학생들은 2-3학년부터 시작하여 4-5학년에서는 교부 부서의 기본 방향연구에 적극적으로 참가한다. 태평양 국립종합 대학교에는 대학생 과학연구활동은 교육 과정 및 방과후 대학강좌, 과학연구실험실, 학생과학회와 학생 설계실에서도 실행한다. 매년 3000명 태평양 국립종합 대학교학생들은 여러 과학연구활동에 참석한다. 그들은 규칙적으로 전국 대회 및 공모전, 대학간 학술 발표회, 국제 콩클에도 참가한다. 지난 5년 동안 다양한 수준의 공모전에 전시된 1,000개 학생발표는 600개 상장, 상금, 상품, 콩클, 대회, 학술 발표의 상을 받았다.

### 태평양 국립종합 대학교정보화
태평양 국립 종합대학교구조안에는 현대강력한 정보교육 복합체가 조직되었다:
- 대학 네트워크의 로컬정보망
- 분산 외부정보망
- 교육관리 과정시스템 자동화
- 대학교 관리 시스템자동화
- 문서 전자시스템
- 도서정보복합체

태평양 국립 종합대학교의 관리정보화는 교육, 과학 복합시스템 자동화 정보의 계획안을 개발하고 실행한다. 태평양 국립종합 대학교의 정보복합기술장비는 여러 대학 및 교육 정보화와 관련된 문제를 해결하며 교육정보 시스템도 활발하게 응요하고, 과학연구를 실현한다. 태평양 국립 대학교에서는 2.300대 컴퓨터를 사용하며, 40개 컴퓨터실이 응용하며, 정보기술과과 관련된 실용연습 문제 과목도 진행한다. 많은 교실안에는 인터랙티브 화이트 보드가 달려 있다. 자신의 서비스 유지 및 수리점도 있다. 태평양 국립종합 대학교의 로컬 네트워크의 정보망은 광섬유 케이블로 만들어져 있다. 로컬 네트워크의 정보망의 개발을 할 때에는 기술 또는 공학 결정 도움으로 교통 및 모든 유형의 트래픽 스위칭 (데이터, 음성, 비디오), 표준 규칙 및 프로토콜에 따라 제한 서비스의 범위 제공하기, 생성, 관리 및 개인화 서비스의 유연한 가능성의 다목적 정보 통신 분위기를 만들게 되었다. 현대 로컬 네트워크의 정보망에는 1.820대 컴퓨터가 가입하고 42개 서버와 115개 네트워크 장비의 단위가 병합했다.

### 원격 교육 기술 센터
원격 교육 기술 센터발전 도움으로 인터넷을 통해 원격 교육 기술시스템이 발달하고 정보포털이 만들어졌으며 지식 보급 및 평가도 할 수 있으며, 현재는 600개 과목의 인터넷 사이트에 게시되었다. 정보포털은 학생과 교사 사이 피드백 연결하기 위해 음성 화상 회의 모드도 포함된 현대적인 서비스 시스템이 있다. 검열 및 시험을 보기 위한 인터넷 가입으로 클라이언트 - 서버스시스템을 사용할 수 있다. 개발한 성공적으로 적용된 전자교재의 급속수립기술과 강의 커스 체재: chm,djv, pdf. 현재는 정보포털과 적응 테스트 시스템 -3각 적극적으로 통신과 교육과정에 6000명 정도의 학생들이 사용하고 있다. 태평양 국립종합 대학교는 지역수준높은 교육시스템 정보화과정에 적극적으로 참가한다. 하바롭스크지방 신정보기술센터가 대학구조재분화 도움으로 모든 문제를 해결한다. 태평양 국립 종합대학교의 사이트링크는 하바롭스크지방 신정보기술센터구조인 초고속 러시아 (RUNNet 및 RBNet), 국제 (GLORIAD) 정보망에 안정 액세스를 할 수 있으며 인터넷 가입, 또한 지방 교육자원 즉 지역의 교육 기관 액세스를 제공한다. 또한 태평양 국립 대학교의 사이트링크는 하바롭스크지방 교육기관 및 대학활동을 제공하며 하바롭스크변강 정보 통신망의 관리와 기술 지원을 실행한다. 현재는 하바롭스크변강 정보 통신망 구조에 350 개 하바롭스크 교육 기관이 포함되어 있으며 그중 모든 중학교, 교육부, 하바롭스크의 교육학과와 부서, 학교간 교육방법센터, 중교육과 추가교육 기관의 점검 장소, 장애인교육, 하바롭스크 전문학교, 선도대학, 과학연구소이다. 지역교육 정보통신 계획안을 위해 콘텐츠 와 웹사이트인 목적으로 태평양 국립종합 대학교는 "바데이야" (https://web.archive.org/web/20180817153820/http://www.abc.edu-net.khb.ru/) 라는 포털을 개발했다. 웹사이트에는 중학교나 전문학교 학생, 중학교와 전문적 과목을 가르치는 교사, 부모와 교육 사회를 지향한다. 포털은 학생 및 대학생 교재 (숙제자료; 자제자료); 교사와 교수 자료 (일반 및 특정 문제점자료; 교재) 그리고 전문 교육 프로그램 (통신학교, 대회와 공모, 가정 교육)의 자료와 교재가 계속 제시되고 보충한다. 2009년 태평양 국립 종합대학교에는 다음과 같은 기술특징을 가지고 있는 컴퓨팅 클러스터를 사용하는데 최고의 성능은 -0,93 TELOPS, 6 환절, 4가지핵 프로세서의 일반수효가-24개, 램-192 GB, 디스크 공간의 양 -2,5 TB, 운영 체제는 수세 리눅스이다. 컴퓨팅 클러스터는 여러 과학연구방향을 위해 즉 응용수학, 물리학이론, 모든 과정모델링, 경제학, 교육과정에 대학교 전공에 이용한다. 2009년 10월 연방 국가 대학교 "인포르미카 국가 정보기술 통신 과학기술 대"는 "러시아 연방 고등교육기관활동에 자동화 시스템 사용 "이라는 분석 리뷰를 제출했는데 673개 러시아 국가와 자치 대학교를 조사했다. 태평양 국립 대학교는 최고 러시아 대학의 55위에 진입했고 자동화 시스템 사용방향 리뷰에 따라 가장 많은 점수를 받았다. 2010년 6월 30일부터 7월 2일 까지는 "슈퍼 컴퓨터: 컴퓨팅 및 정보기술"이라는 국제과학 실용협의회가 진행되었다. 국제과학 실용협의회중 극동지역의 가장 큰 슈퍼 컴퓨터 GRID-시스템 발표회가 열렸는데 최고의 성능이 2 TELOPS 이상이며, 극동지역 러시아과학 아카데미 컴퓨팅 센터 하고 태평양 국립종합 대학교 컴퓨팅 자원을 결합한 소개식이 있었다.

## 태평양 국립 종합대학교 과학 도서관
태평양 국립종합대학교 과학 도서관은 하바롭스크지역에서 가장 큰 도서관이다. 도서관은 94 개 하바롭스크지역 및 아무르주 고등전문 교육의 국가 및 상업 도서관의 지역방법센터이다. 태평양 국립 종합대학교 과학 도서관은 - ARBIKON (지역 도서관 콘서시엄협회), TRIKON (태평양지역 정보도서관콘서시엄), RBA (러시아 도서관협회, 고등교육기관계), 하바롭스크에 위치한 도서관망의 창시자이다. 태평양 국립종합대학교 과학 도서관재단은 1.600.000권 책이 있고 문서발급은 600.000 책을 넘으며 (전자 서류도 포함) 된다. 도서관은 23.000명 정도의 독자가 있고 일년 웹사이트를 방문한 사람들의 수는 700.000명이다. 매년 도서관은 35.000 책을 받고 ( 문헌 명칭 9.000권 이상), 정기 구독은 600장 정도이다. 도서관에는 4가지 정보센터가 있으며 119 대 컴퓨터가 포함된 로컬네트워크정보망, 56 터미널 Sun, 10 대 감지장치 키오스크와 6대 서버가 기능하며 일반 대학교망에 가입하여 인터넷 액세스도 할 수 있다. 도서 정보자동화 시스템 (AIBS)에 의하면 "RUSLAN" 과 "MARS SQL" 시스템은 문서 과학개정 및 재단 완성과 관련된 과정이 전부 컴퓨터화되었다. 독자 서비스는 단일 열람증 사용으로 바코드통합기술방법을 이용하면서 자동화원칙으로 한다. 전자 카탈로그는 태평양 국립종합 대학교 과학 도서관 독자 뿐아니라 원격 사용자도 컴퓨터를 통해 엑세스 할 수 도 있으며 400.000이상 명이 기록되었다. 2011년 2월 태평양 국립종합대학교 과학 도서관에 전 러시아 대통령 베. 옐찐 이름을 딴 도서관 전자 열람실의 창립이 시작되었다.

## 출판 사업
1993년에 태평양 국립종합대학교 출판사가 설립되었다. 출판사는 현대적 제본 장비를 사용하며 3 가지 부로 나뉘어 있는데 편집, 컴퓨터, 작전 인쇄부이다. 종업대학의 출판산업의 기본 목적은 경쟁력이 있는 질이 높은 출판인쇄 제품과, 과학교육과정을 보급하는 것이다. 대학의 출판물은 전체 과학 폰도의 10% 달한다. 출판사업을 조절하기 위하여 과학 도서관, 강좌, 및 대학계, 종합대학에 도서출판사의 협회가 있으며 그는 매년 학년도의 출판 계획을 작성한다. 2006년부터 태평양국립 종합대학의 출판사는 러시아의 종합대학 출판-인쇄 협회의 성원으로 되었다. 태평양국립 종합대학의 출판사는 매년 15-20 개의 연구 논문, 20-30 개의 과학논문집, 40-50 개의 교과서와 참고서, 120-150 개의 교수법참고서, 여러 가지 수업행정과 자립적 수업을 위한 것들을 출판한다. 20-40 개의 자신 학위논문, 30-40 개의 이전의 출판된 작품 (반복 출판), 그리고 다른 출판물들을 발간하고 있다.
제 13과 극동지역전람회시장 (인쇄마당-2009년)에서 (블라지보스토크, 2009년 10월) 태평양국립 종합대학의 출판 여러 간행물들이 표창장들을 받았다. 태평양국립 종합대학 창립 50주년과 관련하여, 3권으로 발간된 출판물이 사진 앨범명명의 금메달로 표창되었다. 명명 콩클 "전문 논문"에서 종합대학의 출판한책 "폴리로그" 현대건축술-예술 형상 (한국, 중국, 일본의 예에서)와 "원천충전분산" 구명들을 배치함) 이 콩클 증서를 받았다. 제 2 차 지역대학 추판물 콩클에서 7가지의 출판물이 2009년 "종합대학책" 상을 받았다. 그중 잡지 "웨스트니크 또구"는 제 1 질이 높은 출판물이라는 상을 받았다. 제 14차 극동 시장-전람회 "인쇄 마당-2010" (블라지보스토크 2010년9월, 국제 학술회의에서), 2권으로 된 새 세기 새로운 사상-2010년 출판물이 은메달로 표창되었다.

## 국제 활동
태평양국립 종합대학은 여러 나라 회사와 대학들의 공동 사업활동과 협력에 관한 74건의 계약을 체결했다. 태평양국립 종합대학은 세계 나라 21개의 나라 중에서 (그 중 68 개 종합대학) 120 개 이상의 해외 파트너들과 연계를 맺고 있다. 최대의 연락수는 특히 국경계 나라인 중국인민 공화국, 일본, 한국, 조선인민 민주주의 공화국과 러시아 근동의 외국 나라 즉 아시아태평양지역 나라들이다. 태평양국립 종합대학은 이 나라들에서 80개 파트너들과 그 중 53개는 종합대학들과 행정기관들, 생산회사들 그리고 과학 센터와 연결을 유지하고 있다.
2010년에 9개의 새 해외 파트너와 계약을 체결했으며, 즉 대학들과 기관들과 그리고 현재 활동하고 있는 9개의 파트너들과 계약을 연기했다.
종합대학은 국제 협력의 장기간 프로그램에 일치하며 대학생들과 과학원들의 교류를 하며 합동 과학 연구, 혁신기술, 교육, 문화 실무, 계획안을 실시하며 외국 대학생들과 연구활동을 대학에서 교육하며, 러시아 대학생들을 유학을 보낸다. 마지막 시기에 종합대학은 교육 프로그램을 성과적으로 실행하며, 졸업생들은 러시아 졸업증서만 받는 것이 아니라, 나라-파트너의 졸업증서도 받고 있다.
태평양국립 종합대학은 동북형의 중국인민 공화국, 러시아 극동지역 및 시베리아 러시아 연방과, 극동 대학 총장들과 국제 포럼의 연설적조직의 참가자이다.
2010년 10월 12-14일 하바롭스크 태평양국립 종합대학을 토대로 하여 국제 포럼을 진행했다. 이 포럼에 25개의 러시아와 중국의 대학들이 참가했다.
2011년3월에 태평양국립 종합대학은 러시아와 중국의 국제기술협회의 성원으로 되었으며, 이에 30개의 대학들이 가입되었다.
태평양국립 종합대학에서 실시되고 있는 교육과 국제과학 초안은 다음과 같다:
- 아시아에서 큰 도시 문제점에 관한 매년 진행되는 국제세미나의 조직자로 참가함 (IUSAM).
- 러시아 측에서 매년 진행하는 러시아-중국 심포지엄 "신 재료와 기술 가공".
- 사아를란드 (독일) 대학과 정보와 컴퓨터 과학에 관한 대학을 조직할것.
- 일본회사 "Tokyo Seimitsu Co. Ltd" 대학의 명예 칭호를 가진 박사 히대오 오흐쭈보 이름으로 최고 급의 정밀 계량 설비를 갖춘 실험실을 만들 것.
- 러-중 프로그램에 관한 건축술과 도시건설과 분야에 참가하며, 동북 중국 만주에 있는 러시아 문화 유산지의 복구에 참가할 것.
- 핵물리학 분야에서 국제이론연구 포럼에 참가할 것.
- 종합대학에서 매년 교사연구원, 대학생들을 위하여 건축술과 건설, "신 세기의 신사상" 슬러간에 국제 포럼을 진행할 것.

매년 태평양국립 종합대학에서 400 명의 외국대학생들이 공부하며, 1989년부터 2010년까지 대학과 학과에서 약 2.500 명의 외국대학생들 석사원, 연구원, 견습생들이 교육을 받았다.
다수의 외국대학생들 중 중국인민공화국 공민이며, 일본, 조선인민민주주의 공화국, 한국 공민들이 교육을 받고 있다. 종합대학은 국제규격에 의한 ISO 9001:2008 교육봉사를 할 수 있는 증서를 받았다.